# Herbert Kemmer
Herbert Kemmer   (Berlín, 13 de maig de 1905 - 10 de desembre de 1962) va ser un jugador d'hoquei sobre herba alemany que va competir durant la dècada de 1920 i 1930.
El 1928 va prendre part en els Jocs Olímpics d'Amsterdam, on va guanyar la medalla de bronze com a membre de l'equip alemany en la competició d'hoquei sobre herba. Vuit anys més tard, als Jocs de Berlín, va guanyar la medalla de plata en la mateixa competició. Fou 17 vegades internacional entre 1928 i 1936.